# Parroquia Jalisco
La Parroquia Jalisco es una unidad política de Venezuela en el Municipio Motatán, en el estado de Trujillo.

## Toponimia
El nombre "Jalisco" de la parroquia se presume que fue adoptado en homenaje a la región de Jalisco en México, aunque las razones exactas o la fecha de su establecimiento no están ampliamente documentadas y pueden formar parte de la tradición oral local. Es común en Venezuela encontrar topónimos que evocan lugares de otras latitudes por diversas razones históricas o culturales.

## Historia
La historia de la Parroquia Jalisco está íntimamente ligada a la del Municipio Motatán. Originalmente, el territorio formaba parte de las vastas extensiones rurales alrededor de Motatán, cuya fundación se remonta al siglo XIX. Con el crecimiento poblacional y la necesidad de una mejor organización territorial, se fueron delimitando las parroquias. La economía de la zona ha estado tradicionalmente ligada a la agricultura y la ganadería menor. Durante el siglo XX, experimentó el desarrollo de infraestructuras básicas y la consolidación de sus caseríos. Eventos significativos en la historia de Trujillo y Venezuela, como la Guerra Federal o la era petrolera, pudieron haber tenido algún impacto indirecto en la parroquia, aunque su desarrollo principal ha sido a escala local. La parroquia Jalisco fue levantada a principios de 1947, pero es hasta 1960 cuando el Sr. Ramón Castillo compra la primera casa y la bautiza como Jalisco. Luego en 1970 llegaron los Gil, familia del conocido político Erick Gil, y fue creciendo su población a mediados de los años 1975.

## Geografía
- Límites:
  - Norte: Con la Parroquia Santa Apolonia (Municipio La Ceiba) y el Municipio Sucre (Estado Trujillo).
  - Sur: Con la Parroquia Motatán (Municipio Motatán) y la Parroquia El Baño (Municipio Motatán).
  - Este: Con el Municipio Pampán (Estado Trujillo).
  - Oeste: Con el Municipio La Ceiba (Estado Trujillo).
- Relieve: Predominantemente de tipo montañoso bajo y piedemonte andino, con valles y llanuras fluviales cerca de los cursos de agua. Se encuentra en la transición entre las estribaciones de la Cordillera de Mérida y las tierras bajas del Lago de Maracaibo. Las alturas varían, pero generalmente no superan los 800-1000 metros sobre el nivel del mar en las zonas pobladas.
- Clima: Tropical de sabana (Aw según Köppen) en las zonas más bajas y cálidas, con una temporada de lluvias y una seca bien marcadas. En las zonas más elevadas, puede tener variaciones hacia un clima más templado de altura. Las temperaturas promedio suelen oscilar entre los 22 y los 28 °C.
- Hidrografía: La parroquia está surcada por varios afluentes y quebradas que descienden de las montañas y que tributan al río Motatán, principal curso de agua de la región, y eventualmente al Lago de Maracaibo. Algunos cuerpos de agua menores y nacientes son importantes para el abastecimiento local y la agricultura.

## Demografía
Según el último censo oficial del INE (Instituto Nacional de Estadística) de Venezuela (2011), la Parroquia Jalisco contaba con una población aproximada de 4.846 habitantes. Se caracteriza por ser una población mayoritariamente rural y dispersa en pequeños caseríos, con un centro poblado principal que es Jalisco. La población ha mantenido un crecimiento moderado a lo largo de las décadas.

## Localidades
La capital de la parroquia es Jalisco. Además de la capital, la parroquia incluye varios caseríos y sectores rurales, entre los que se pueden mencionar 
- Agua Blanca,
- Jalisco, Brisas de Jalisco,
- La Mesa, El Candelillo, Las Dantas, Terrazas de Jalisco,
- San Gonzalo, El Jobal, Peraza,
- Los Cerrados, Aguas Calientes,
- Los Ranchos,
- San Miguel y Agua Viva

## Economía
La economía de la Parroquia Jalisco es predominantemente agrícola. Los principales cultivos incluyen:
- Caña de azúcar (importante para la producción de panelas y aguardiente artesanal).
- Plátano y cambur (banano).
- Café (en las zonas más elevadas).
- Yuca, maíz y otros rubros de subsistencia. La ganadería de pequeña escala, principalmente vacuna y porcina, también es una actividad complementaria. Existe una actividad económica ligada al comercio local para abastecer a la población, pero a menor escala.

## 7. Cultura y Tradiciones
Las tradiciones de Jalisco están arraigadas en las costumbres andinas y rurales venezolanas.
- Fiestas patronales: Generalmente ligadas a santos católicos, con procesiones, misas y celebraciones populares. (Si hay alguna fiesta patronal específica, añadir el santo/fecha).
- Gastronomía: Platos típicos de la región andina, como la pisca andina, mojo trujillano, arepas, dulces de lechosa, panela con limón.
- Música y folclore: Música campesina, valses y pasillos andinos.
- Artesanía: Producción artesanal menor, como cestería o productos derivados de la caña de azúcar.

## Educación
La parroquia cuenta con escuelas primarias básicas distribuidas en los diferentes caseríos para atender a la población infantil y juvenil local. El acceso a la educación secundaria y superior suele requerir el desplazamiento a la capital municipal, Motatán, o a ciudades cercanas como Valera o Trujillo capital.

## Salud
Existen ambulatorios rurales o módulos de Barrio Adentro que brindan atención primaria de salud a la comunidad. Para casos de mayor complejidad, los habitantes deben trasladarse a los centros de salud de Motatán o a los hospitales de referencia en Valera.

## Transporte y Vías de Comunicación
La principal vía de acceso a la Parroquia Jalisco es la carretera local que la conecta con la Troncal 001 (Transandina), que atraviesa el municipio Motatán. Las vías internas son en su mayoría caminos rurales, algunos de ellos sin pavimentar, que conectan los caseríos entre sí. El transporte público suele ser limitado, dependiendo de rutas de autobuses o "por puestos" que conectan las localidades con la capital municipal.

## Sitios de Interés
- Iglesia de Jalisco: Como centro espiritual y arquitectónico del pueblo.
- Paisajes naturales: Áreas montañosas, quebradas y zonas agrícolas que ofrecen vistas panorámicas y oportunidades para actividades al aire libre (senderismo, observación de flora y fauna).
- Pozos y balnearios naturales

## Política y Gobierno
La Parroquia Jalisco forma parte del Municipio Motatán, y su gobierno local está encabezado por la Alcaldía del Municipio Motatán. A nivel parroquial, existe una Junta Parroquial y concejales electos por la parroquia dentro del Concejo Municipal que representa los intereses de la comunidad ante el gobierno municipal.